# Kyōka Suzuki
Kyōka Suzuki (鈴木 京香, Suzuki Kyōka, 31 de maio de 1968) é uma atriz japonesa.

## Biografia
Suzuki atuou no filme de Shinji Aoyama, Shiritsu Tantei Hama Maiku Namae no Nai Mori (私立探偵 濱マイク 名前のない森), e no filme de Yōichi Sai, Chi to hone.
Ela ganhou o prêmio de Melhor Atriz no Festival de Cinema de Yokohama em 1998 por seu papel em Bem-vindo Mr. McDonald, no 42º Blue Ribbon Awards por seu papel em Keiho, e no Tokyo Drama Awards de 2011 por sua atuação na série Second Virgin.

## Filmografia

### Filme
| Ano  | Título                                       | Papel        |
| ---- | -------------------------------------------- | ------------ |
| 1989 | Gojira tai Biorante                          |              |
| 1989 | Ai para Heisei no Iro Otoko                  |              |
| 1990 | Bakayarō! 3: Hen na Yatsura                  |              |
| 1992 | Mirai no Omoide: Último Natal                |              |
| 1993 | Kaettekita Kogarashi Monjirō                 |              |
| 1994 | 119                                          |              |
| 1995 | Ligação de emergência                        |              |
| 1996 | Shin Izakaya Yūrei                           |              |
| 1997 | Bem-vindo Mr. McDonald                       |              |
| 1998 | Bullet Ballet                                |              |
| 1998 | Belle Époque                                 |              |
| 1999 | Keiho                                        |              |
| 2000 | Zawazawa Shimokitazawa                       |              |
| 2001 | Satorare                                     |              |
| 2001 | Vengeance for Sale                           |              |
| 2002 | Ghiblies: Episódio 2                         |              |
| 2002 | Tsuribaka Nisshi 13: Hama-chan Kiki Ippatsu! |              |
| 2002 | Ryôma no Tsuma to Sono Otto to Aijin         |              |
| 2002 | Mokuyo Kumikyoku                             |              |
| 2003 | Rockers                                      |              |
| 2004 | Zebraman                                     |              |
| 2004 | Consumido pelo ódio                          |              |
| 2005 | Yamato                                       |              |
| 2005 | Sengoku Jieitai 1549                         |              |
| 2006 | Udon                                         |              |
| 2006 | Yōki na Gyangu ga Chikyū o Mawasu            |              |
| 2006 | Kōrogi                                       |              |
| 2007 | Argentine Baba                               |              |
| 2008 | The Magic Hour                               |              |
| 2009 | Sideways                                     |              |
| 2009 | Shizumanu Taiyō                              |              |
| 2010 | Flowers                                      |              |
| 2011 | Usotsuki Mii-kun Faz Kowareta Maa-chan       |              |
| 2011 | Second Virgin                                |              |
| 2013 | Kiyosu Kaigi                                 | Oichi        |
| 2014 | Judge!                                       |              |
| 2014 | Sukuitai                                     |              |
| 2015 | Okāsan no Ki                                 | Mitsu Tamura |
| 2018 | Taberu Onna                                  |              |
| 2020 | The Garden of Camellia                       |              |

### Televisão
| Ano  | Título                                       | Papel           |
| ---- | -------------------------------------------- | --------------- |
| 1990 | Tobu ga Gotoku                               | Princesa Kazu   |
| 2000 | Aikotoba wa Yūki                             |                 |
| 2000 | Aoi Tokugawa Sandai                          | Hosokawa Gracia |
| 2002 | Shiritsu Tantei Hama Maiku Namae no Nai Mori |                 |
| 2010 | Second Virgin                                |                 |
| 2011 | Marumo no Okite                              |                 |
| 2012 | Risō no Musuko                               |                 |
| 2016 | Sanada Maru                                  | Nene            |
| 2017 | Toga no Hito                                 | Shizuri Maki    |
| 2017 | Kohaku                                       |                 |
| 2017 | Warotenka                                    | Tsueko Kitamura |
| 2019 | Grand Maison Tokyo                           | Rinko Hayami    |